# ری دیویس (بازیکن فوتبال، زاده۱۹۳۱)
ری دیویس (انگلیسی: Ray Davies; ۳ اکتبر ۱۹۳۱ – مارس ۲۰۱۹ (aged 87)) بازیکن فوتبال اهل بریتانیا بود.
از باشگاه‌هایی که در آن بازی کرده‌است می‌توان به باشگاه فوتبال ترانمره راورز اشاره کرد.